# شیبالبا

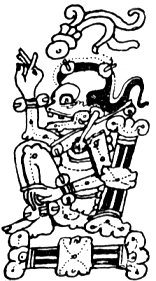
چهره یکی از خدایان دنیای مردگان یا شیبالبای مایا.

شیبالبا در اسطوره‌های قوم مایا نام دنیای زیرزمین و دنیای مردگان است. برپایه جهان‌بینی مایاها دنیا در سه حوزه آسمانی و زمینی و زیر زمینی خلاصه می‌شد که هر کدام طبقات و هر طبقه خدایانی داشتند. شیبالبا مقر خدایان مرده مایا و همکارانشان بود. هر خدایی که در شیبالبا سکونت داشت قرینه ای هم برای خود در آسمان داشت که به نوعی دوقلوی او بشمار می‌آمد. پدیده مرگ خدایان در عقاید مایاها وجود داشته‌است.

## ساکنان

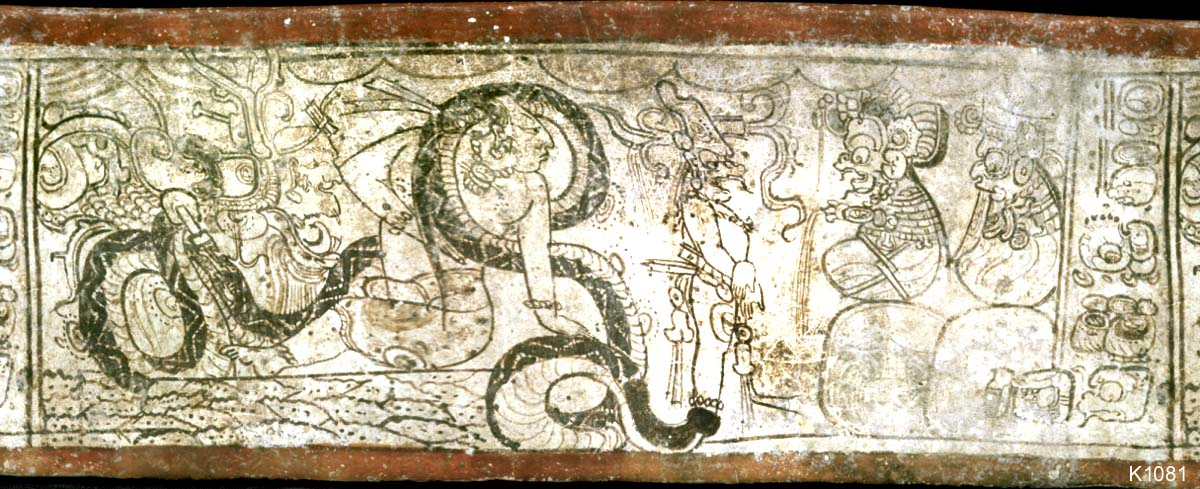
گلدان مایایی با تصاویر خدایان شیبالبا.

شیبالبا در پوپول ووه به عنوان دادگاهی در زیر سطح زمین (با مرگ همراه است) با دوازده خدا یا حاکم قدرتمند معروف به اربابان شیبالبا توصیف شده است. اولین خدایان مرگ مایا که بر شیبالبا حکمرانی می کردند، هون-کام ("مرگ یکم") و ووکاب-کامه ("مرگ هفتم") بودند. ده لرد باقی مانده اغلب به عنوان شیاطین نامیده می شوند؛ آنها مأمور بر اشکال مختلف رنج انسان داده شده است: ایجاد بیماری، گرسنگی، ترس، فقر، درد و در نهایت مرگ. این لردها همه به صورت جفت کار می کنند: Xiquiripat ("فله پرنده") و Cuchumaquic ("خون جمع شده")، که خون مردم را بیمار می کند. آهالپوه («دیو چرک») و آهالگانا («دیو یرقان») که باعث ورم بدن افراد می شوند. Chamiabac ("استخوان گر") و Chamiaholom ("اسکلت گر") که اجساد مرده را به اسکلت تبدیل می کنند. Ahalmez ("دیو جاروگر") و Ahaltocob ("دیو چاقوگیر") که در مناطق جارو نشده خانه های مردم پنهان شده و آنها را با چاقو می کشند. و Xic ("بال") و پاتان ("دیو بسته بندی")، که باعث مرگ مردم در سرفه خون در حالی که در حال راه رفتن در جاده است. تصور می‌شود که ساکنان باقی‌مانده شیبالبا تحت سلطه یکی از این اربابان قرار گرفته‌اند و برای انجام وظایف فهرست‌شده‌شان به روی زمین می‌روند.

## ساختار
شیبالبا یک کاخ بزرگ بود و تعدادی از سازه ها و مکان های شخصی است که در پوپول ووه ذکر و توصیف شده است. مهم‌ترین آنها، محل شورای لردها، پنج یا شش خانه‌ای که به عنوان اولین آزمایش شیبالبا عمل می‌کردند، و همچنین وجود سالن بالگیم شیبالبا از این موارد بود. همچنین خانه‌های لردها، باغ‌ها و سازه‌های دیگر ذکر شده  که نشان می‌دهد شیبالبا حداقل یک شهر بزرگ بوده است.